# 艾尔河畔尼塞
艾爾河畔尼塞（法語：Nicey-sur-Aire，法語發音：[nisɛ syʁ ɛʁ]）是法国默兹省的一个市镇，属于科梅尔西区。

## 地理
艾尔河畔尼塞（48°53'6"N, 5°20'10"E）面积11.01 平方千米，位于法国大東部大區默兹省，该省份为法国西北部内陆省份，北与比利时接壤，西接马恩省和阿登省，南至上马恩省和孚日省，东临默尔特-摩泽尔省。
与艾尔河畔尼塞接壤的市镇（或旧市镇、城区）包括：贝尔兰、弗雷讷欧蒙、艾尔河畔皮埃尔菲特、赖瓦勒、吕德旺圣米耶勒、维尔德旺贝尔兰。

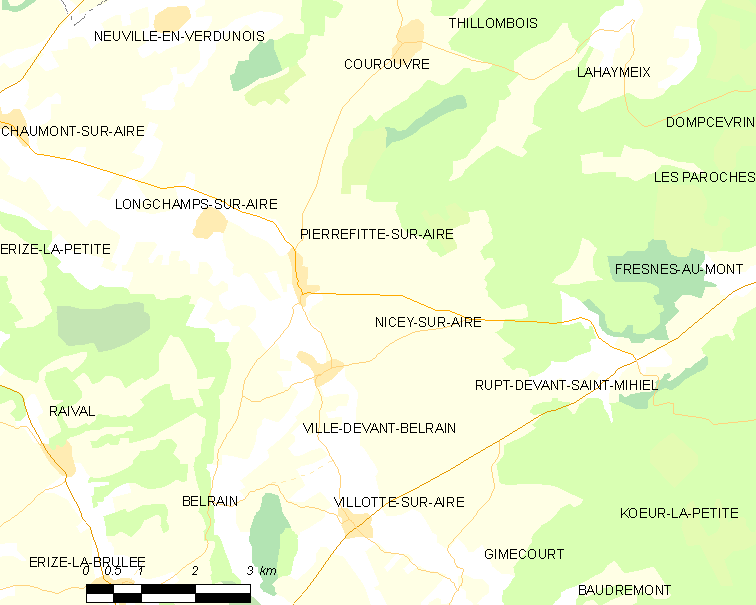
艾尔河畔尼塞的OSM定位图

艾尔河畔尼塞的时区为UTC+01:00、UTC+02:00（夏令时）。

## 行政
艾尔河畔尼塞的邮政编码为55260，INSEE市镇编码为55384。

## 政治
艾尔河畔尼塞所属的省级选区为默兹河畔迪约县。

## 人口

1962-2008年间艾尔河畔尼塞人口变化图示

艾尔河畔尼塞于2022年1月1日时的人口数量为129人。